# Pseudorhiza foelscheorum
Pseudorhiza foelscheorum är en orkidéart som beskrevs av M.Gerbaud och Olivier Gerbaud. Pseudorhiza foelscheorum ingår i släktet Pseudorhiza och familjen orkidéer. Inga underarter finns listade i Catalogue of Life.